# Unità valutativa alzheimer
Le unità valutative alzheimer (UVA) sono centri che hanno come scopo la diagnosi della malattia di Alzheimer e sono specializzati nella diagnosi e cura di questa patologia. Tra le varie figure professionali di riferimento ci sono il neurologo, il geriatra, lo psichiatra, infermieri, dottori e assistenti domiciliari.
Soltanto un centro UVA può prescrivere i farmaci per i pazienti affetti da Alzheimer; il medico di assistenza primaria (MAP) ovvero l'ex medico di base potrà prescrivere solo quello che decide l'équipe multiprofessionale dell'UVA.